# Albert Falk (Politiker)
Albert Falk (* 27. September 1882 in Danzig; † nach 1927) war ein deutscher Politiker (DVP).
Falk war Maurer und legte am 18. März 1912 die Meisterprüfung ab. Er lebte als Maurermeister in Danzig, wo er Vorstandsmitglied des Arbeitgeberverbandes für das Baugewerbe war. Er gehörte auch als Beisitzer dem Mieteinigungsamt an und war Schiedsmann.
In der Freien Stadt Danzig schloss er sich der DVP an und war für diese 1923 bis 1927 Mitglied im Volkstag.